# Důl Hubert
Důl Hubert (Hubertschacht) byl černouhelný hlubinný důl v Hrušově, v těsné blízkosti železnice Přerov–Bohumín a jihovýchodně od soutoku řek Odry a Ostravice. Důl patřil mezi doly Severní dráhy Ferdinandovy v Ostravě.

## Historie

### Kutací práce
V důlním poli probíhaly od roku 1850 kutací práce. Jáma, která byla vyhloubena, nesla původně název Františka, později starý Hubert. Pro výstavbu dolu nebyla použita.

### Vznik dolu Hubert
V roce 1854 založila nový důl společnost „Těžířstvo bratří Kleinů“. Jáma sloužila jako těžní a vodní. V roce 1855 měla hloubku 25 m a byla zde otevřena sloj o mocnosti 1,58 m. Nad jámou byla postavena nová jámová budova a instalován parní stroj o výkonu 30 HP, který sloužil střídavě k pohonu těžního a vodotěžního stroje. Jáma byla pojmenována podle nejmladšího z bratří Kleinů — Hubert. Téhož roku ji odkoupila Výhradně privilegovaná Severní dráha Ferdinandova (SDF).
V roce 1863 jáma byla hluboká 161,2 m. Jáma byla vybavena parním těžním strojem o výkonu 30 HP. V létech 1860 až 1875 bylo v jámě používáno čerpadlo poháněné jednoválcovým ležatým parním strojem o výkonu 250 HP. Těžní věž byla 12 m vysoká a byla dřevěná, lanovnice měly průměr 2,8 m.
V létech 1870 až 1876 proběhla první velká přestavba a modernizace dolu. Hlavní investiční akcí bylo založení nové větrné jámy Hubert v blízkosti jámy těžní. Po jejím vyhloubení v roce 1873 byl v ní nainstalován vodotěžný dvojčinný parní stroj o výkonu 400 HP. Uvedením do provozu v roce 1875 těžní jáma už neplnila funkci vodní jámy, tuto funkci převzala nová větrní jáma Hubert větrní. Výdušné oddělení této jámy bylo vybaveno ventilátorem soustavy Rittinger o výkonu 780 až 1118 m3/min., poháněné stojatým parním strojem. V roce 1876 byl instalován druhý ventilátor.
Větrní jáma byla do hloubky 90 m vyzděna a rozdělená cihlovou příčkou (16 cm) na dva nestejné průřezy. Oddělení s větším průřezem bylo pro odvodňování a nouzově pro jízdu (kontrola potrubí pro odvodňování), menší pro větrání.
V roce 1870 byl instalován u těžní jámy těžní dvouválcový ležmý parní stroj o výkonu 30 HP. Před rokem 1898 byl nahrazen parním těžním strojem o výkonu 300 HP, nejvýkonnějším na dolech SDF. Větrní jáma byla vybavena ventilátorem soustavy Guibal - výkon 1230 m3/minutu. Větrní jáma měla ocelovou těžní věž asi od roku 1898 o výšce 19,7 m s lanovnicemi o průměru 3,2 m.
V roce 1902 na větrní jámě byl instalován ventilátor soustavy Hasbach-Hübner o výkonu 3900 m3/minutu.
V roce 1911 byl instalován další ventilátor Guibal soustavy Hasbach z Vítkovických železáren o výkonu 4500 m3/minutu, který byl poháněn elektromotorem o výkonu 140 HP.
V letech 1924 až 1928 prošel důl Hubert komplexní rekonstrukcí a byl plně elektrifikován. Nová těžní věž byla ocelová příhradová nýtovaná, dodavatel byly Vítkovické železárny. Těžní věž byla 36 m vysoká, lanovnice měly průměr 4,5 m.
Těžní jáma byla rozšířená ze segmentového na kruhový průřez o průměru 6 m a vyhloubena byla do hloubky 386 m. Nový těžní stroj (1927) byl vyroben ve Vítkovicích a firmou Siemens (elektrická část). Elektromotor těžního stroje byl napájen stejnosměrným proudem. Ten dodával měnič Ward-Leonard-Ilgner o výkonu 1500 HP. Maximální rychlost 16 m/sekundu, těžní klece byly třípatrové pro 2 vozíky za sebou, třetí patro bylo pouze pro mužstvo. Pro pohon strojů a zařízení v podzemí byl v provozu elektrický pístový kompresor s výkonem 6600 m3 / hodinu, elektromotor měl výkon 550 kW a druhý s výkonem 10 000 m3 / hodinu, oba dodány Škodou Plzeň a Siemens-Schuckert. K odvodnění dolu bylo k dispozici 5 odstředivých pump a 3 vzduchová čerpadla. Elektrický proud byl přiváděn z elektrické centrály František.
Větrní jáma byla v roce 1924 byla vybavena elektrickým těžním strojem s měničem Ward-Leonard od firmy Siemens-Schuckert (byl v provozu do konce činnosti výdušné jámy). Těžní klec byla dvoupatrová pro jeden vozík v patře. Jáma měla konečnou hloubku 474,5 m.
V roce 1945 byl důl Hubert znárodněn a 1. ledna 1946 začleněn do Ostravsko-karvinských dolů n. p. v Ostravě a byl přejmenován na důl Stachanov.
V roce 1958 v těžním pomocném oddělení byl instalován nový elektrický bubnový těžní stroj (550 kW) s měničem Ward-Leonard z Leninových závodů v Plzni.
V létech 1961 až 1970 proběhla společná rekonstrukce dolů Vítězný únor (František), Eduard Urx (Anselm) a Stachanov (Hubert). 1. ledna 1964 tyto doly byly spojeny v jeden důlní podnik Důl Vítězný únor, n. p. Důl Stachanov (Hubert) se stal závodem č. 3 a od 1. července 1966 byla těžba uhlí převedena novým překopem na skipovou jámu Vítězný únor 2 v Ostravě-Přívozu.
K 1. lednu 1974 byl závod 3 organizačně zrušen, důlní pole bylo rozděleno na dvě části. Jedna byla přidělena dolu Vítězný únor a druhá dolu Eduard Urx. Areál samostatného dolu Stachanov sloužil jako pomocný pro důl Vítězný únor.
V roce 1992 v rámci útlumu těžby uhlí byly jámy bývalého dolu Hubert / Stachanov zasypány a ukončeny železobetonovým povalem.

### Velkoprůměrový vrt VPV 3
V roce 1966 byl ve východní části důlního pole založen velkoprůměrový vrt VPV 3 pro plánované odvětrání východní části dolu Stachanov. Vrt do hloubky 295,9 m měl průměr 3,6 m a do hloubky 380 m pokračoval průměrem 1,45 m. V roce 1968, po dlouhé přestávce, během vrtání došlo ke zborcení boků vrtu a v roce 1970 byl vrt zlikvidován.

### Současný stav

#### Důl Hubert
V roce 1992 byly zbourány obě jámové budovy a těžní věže. Jako kulturní památky zůstaly zachovány bývalé objekty dílen a strojovny s dvěma pístovými kompresory Škoda a Siemens. Na základě žádosti vlastníka věci, státního podniku DIAMO, vydalo Ministerstvo kultury ČR rozhodnutí č. j. MK 8363/2009 OPP ze dne 6. 10. 2009, jímž zrušilo prohlášení za kulturní památku areál hlubinného dolu Hubert / Stachanov, jehož součástí byl pístový kompresor, strojovna a mechanické dílny.

##### Těžba uhlí
Dobývání uhlí ze slojového pásma spodních hrušovských a petřkovických vrstev do hloubky 870 m, směrné stěnování a piliřováním, v 15 slojích o mocnosti 40 až 180 cm, úklon slojí 6° až 90°.

##### Podpatrové dobývání na dole Hubert
Posledním, jámou, dostupným patrem na dole Hubert, bylo 8. patro, v hloubce (abs.) 532 m. Hlavní dobývací práce byly však realizovány na nižších horizontech v hloubce 560-870m pod povrchem (8/9.;9.;9/10. a 10p.). Zásoby na úrovni -390 (8/9.p.) a -480 (9.p.) byly otevřeny úpadními překopy (odtěžení na 8. patro a větrání později pouze větrání), později napojením na hl. třídu ve sloji Fanny na 9. patře. Na počátku 80. let 20. století, byly do prostoru dolu Hubert raženy překop č. 001 (9/10.p.) v hloubce 778m a překop č. 008 (10.p.) v hloubce 863m, soustavou úpadních překopů došlo k propojení 9. a 10.patra. Na konci února 1994 bylo započato s likvidací celého Hubertského pole (likvidace jam byla ukončena v únoru 1993) a to uzavřením hrázemi a zaplavením všech pater pod 8. patrem popílkovou směsí (plavení probíhalo přes hráz na zhlaví úpadního překopu č.50 z překopu č.52 od února 1995).

## Údaje o dole Hubert / Stachanov
| Název                      | druh jámy     | založení | hloubka jámy v m | likvidace jámy | těžba        | vytěženo v t | dobývací pole v ha             | počet pater |
| -------------------------- | ------------- | -------- | ---------------- | -------------- | ------------ | ------------ | ------------------------------ | ----------- |
| Hubert /Stachanov 3, těžní | těžní, vtažná | 1855     | 568,7            | 02/1993        | 1855 až 1966 | cca 40 mil.  | 419,6 (v 1927), 445,4 (v 1963) | 8           |
| Hubert /Stachanov, výdušná | výdušná       | 1870     | 474,5            | 02/1993        | -            | -            | -                              | 7 (v 1929)  |
| Vrbice                     | výdušná       | 1911     | 386,7            | 1992           | -            | -            | -                              | -           |
| Větrní vrt VPV 3           | větrání       | 1966     | 380              | 1970           | -            | -            | -                              | -           |

## Ubytování
Pro ubytování havířů byla postavena hornická kolonie Hubert v Hrušově. Dělnická kolonie U jámy Hubertovy vznikla v roce 1871 a měla 44 přízemních domů. Další byly přistavovány kolem roku 1901. Tyto domy byly v letech 1961-64 postupně rekonstruovány. Část domů byla zničena v důsledku poddolování, část při povodni v roce 1997.
Další kolonie ve správě dolu Hubert byla ve Vrbici pro havíře výdušné jámy Vrbice.